# Граф Ллойд Джордж Дуйворский
Граф Ллойд Джордж Дуйворский (англ. Earl Lloyd-George of Dwyfor) — аристократический титул в системе Пэрства Соединённого королевства. Он был создан 12 февраля 1945 года для известного либерального политика Дэвида Ллойда Джорджа (1863—1945). Он занимал должности канцлера казначейства (1908—1915) и премьер-министра Великобритании (1916—1922). Вместе с титулом графа он получил титул виконта Гвинеда из Дуйвора в графстве Карнарвоншир (пэрство Соединённого королевства).
По состоянию на 2024 год, обладателем графского титула является его правнук, 4-й граф Ллойд Джордж Дуйворский (род. 1951), сменивший отца в 2010 году.
- Достопочтенный Гвилим Ллойд-Джордж, 1-й виконт Тенби (1894—1967), младший сын 1-го графа от первого брака, депутат Палаты общин от Пембрукшира и Севера Ньюкасл-апон-Тайна, министр топлива и энергетики (1942—1945), министр продовольствия (1951—1954) и министр внутренних дел (1954—1957). В 1957 году для него был создан титул виконта Тенби
- Его дочь Меган Ллойд Джордж (1902—1966), депутат Палаты общин от Англси и Карматена

## Графы Ллойд-Джорджа Дуйворские (1945)
- Дэвид Ллойд Джордж, 1-й граф Ллойд-Джордж Дуйворский (17 января 1863 — 26 марта 1945), старший сын Уильяма Джорджа и Элизабет Ллойд;
- Ричард Ллойд Джордж, 2-й граф Ллойд-Джордж Дуйворский (15 февраля 1889 — 1 мая 1968), старший сын предыдущего;
- Оуэн Ллойд Джордж, 3-й граф Ллойд-Джордж Дуйворский (28 апреля 1924 — 29 июля 2010), единственный сын предыдущего;
- Дэвид Ричард Оуэн Ллойд Джордж, 4-й граф Ллойд-Джордж Дуйворский (род. 22 января 1951), старший сын предыдущего;
  - Наследник: Уильям Александр Ллойд Джордж, Виконт Гвинед (род. 16 мая 1986), старший сын предыдущего.